# Turnir

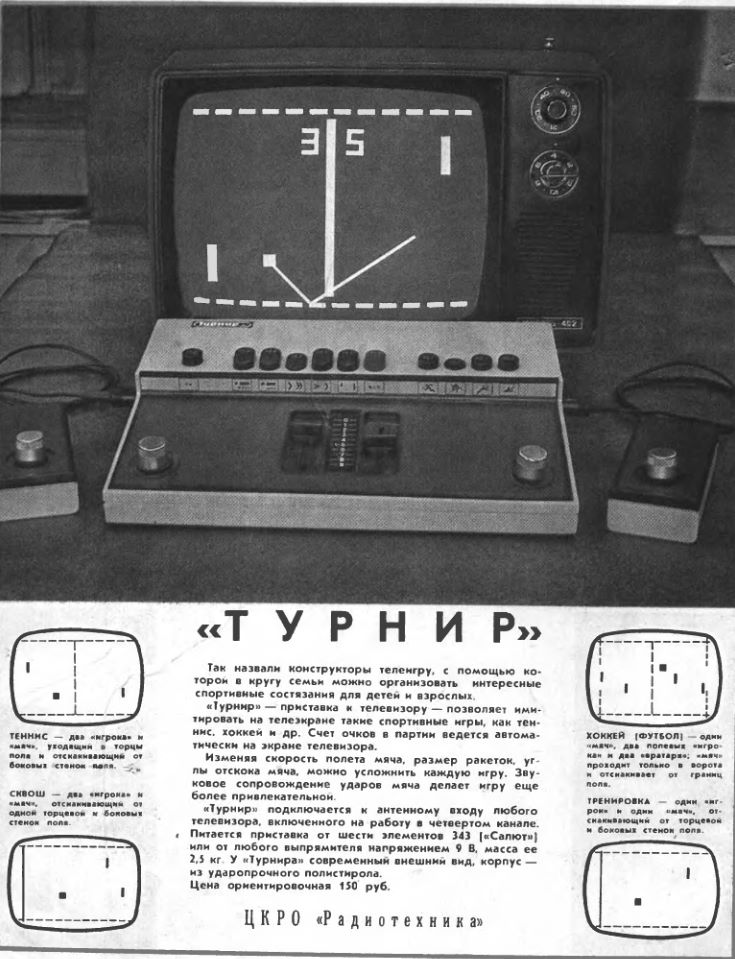
Werbung für die Konsole

Turnir (russisch Турнир) ist eine stationäre Spielkonsole der ersten Konsolengeneration, die 1978 in der Sowjetunion veröffentlicht wurde. Sie wurde von 1978 bis 1982 in der Sowjetunion produziert und ist die einzige bekannte sowjetische Konsole, die auf dem AY-3-8500-Chipsatz (Pong on a chip) des US-amerikanischen Unternehmens General Instrument basiert. Die Preise für die Konsole schwankten zwischen 150 Rubel zur Erstveröffentlichung im Jahr 1978 und 96 Rubel Ende der 1980er-Jahre. Das System verfügt außerdem über ein integriertes Netzteil mit einer elektrischen Spannung von 9 Volt und wiegt rund 2,5 kg.

## Spiele
Durch den integrierten AY-8-8500-Chip ist das Турнир dazu fähig, die folgenden vier Spiele abzuspielen:
- теннис (Pong-Klon)
- хоккей (Hockey)
- сквош (Squash)
- тренировка (Training)